# Central Parade FC
El Central Parade es un equipo de fútbol de Sierra Leona que participa en la Liga Premier de Sierra Leona, la liga de fútbol más importante del país.

## Historia
Fue fundado en el año 2006 en la capital Freetown con el nombre Cenegal FC, donde apenas 2 años después logró el ascenso a la Liga Premier, la cual nunca ha podido ganar, aunque fue subcampeón en el año 2009. Tampoco ha sido campeón de Copa en Sierra Leona.
A nivel internacional ha participado en 1 torneo continental, en la Copa Confederación de la CAF del año 2010, donde fue eliminado en la Ronda Preliminar por el COB de Malí.

## Palmarés
- Liga Premier de Sierra Leona: 0
  - Subcampeón: 1

2009

## Participación en competiciones de la CAF
| Temporada | Torneo                       | Ronda      | Club | Casa | Visita | Global |
| --------- | ---------------------------- | ---------- | ---- | ---- | ------ | ------ |
| 2010      | Copa Confederación de la CAF | Preliminar | COB  | 0-0  | 0-4    | 0-4    |

## Jugadores

### Jugadores destacados
- Lamin "Obreh" Conteh
- Mumini Khomson Kamara

## Ex Entrenadores
- Abdulia Bah
- AD Koroma
- Derrick Boison